# 圣·曼加诺
圣·曼加诺（義大利語：Santo Mangano，1951年8月28日—），意大利男子击剑、射击运动员。他曾代表意大利参加1984年、1988年、1992年和1996年夏季残疾人奥林匹克运动会，获得五枚金牌、一枚银牌和二枚铜牌。

## 家庭
妻子玛丽耶拉·贝尔蒂尼。